# Vitray
Vitray è un comune francese di 122 abitanti situato nel dipartimento dell'Allier della regione dell'Alvernia-Rodano-Alpi. Il 1º gennaio 2017 è stato accorpato al comune di Meaulne per formare il nuovo comune di Meaulne-Vitray.

## Società

### Evoluzione demografica
Abitanti censiti